# ネットリサーチニュース
ネットリサーチニュース（Net Research News）は、メディア・エージェンシー有限責任事業組合が運営する、株式会社ライブドアが運営するアンケート作成・集計コンテンツ、livedoorネットリサーチの投票結果を配信するメディアである。編集長は、メディア・エージェンシー有限責任事業組合代表取締役の後藤卓也。

## 概要
2011年1月18日に創刊し、ライブドアネットリサーチにユーザーが投票した世論調査の結果を基に記事を配信するメディアとしてオープン。同日より、ライブドアニュースに配信を開始。
主に、政治系や経済関係の調査結果に関するニュースを配信しており、一日の配信記事数は1〜2本。記事に対して建設的なコメントをするユーザーも多く、比較的ネットユーザーの声を反映した調査結果である一方、高齢者層などの非ネットユーザーに対しては調査を行うことができないため、マスコミの世論調査とは数値が大幅に異なった内閣支持率が発表されることがある。
一般ライターを募集しており、サイト上には1記事500円程度で昇給があるとされている。